# Munții Karakorum
Karakorum (sau Karakoram) este un lanț muntos din regiunea Kashmir, la granița între Pakistan, China, și India, cu extremitatea nord-vestică întinzându-se până în Afganistan și Tadjikistan. Cea mai mare parte din Munții Karakorum se află în regiunea Gilgit-Baltistan⁠(d) din Pakistan, subdiviziunea nordică a Kashmirului. 
Cel mai înalt vârf din Karakorum, și al doilea ca înălțime din lume, K2, se află în Gilgit-Baltistan. Lanțul începe în vest în coridorul Wakhan⁠(d) din Afganistan, cuprinde majoritatea teritoriului Gilgit-Baltistanului, controlat de Pakistan, apoi se extinde în Ladakh, controlat de India și în Aksai Chin⁠(d), controlat de China. Face parte din sistemul muntos Trans-Himalayan.
Karakorum este al doilea lanț muntos ca înălțime⁠(d) de pe Pământ și face parte dintr-un complex de lanțuri muntoase alături de Munții Pamir, Hindu Kush, și Himalaya Indiană⁠(d).
Lanțul muntos conține 18 vârfuri mai înalte de 7.500 m, patru din ele fiind peste 8.000 m: K2 (8.611 m; al doilea vârf din lume ca altitudine), Gasherbrum I, Broad Peak, și Gasherbrum II.
Lanțul muntos are o lungime de circa 500 km și este locul de pe Pământ cu cei mai mulți ghețari în afara regiunilor polare. Ghețarul Siachen (76 km lungime) și ghețarul Biafo⁠(d) (63 km lungime) sunt al doilea și respectiv al treilea ghețar ca lungime din afara regiunilor polare.
Karakorum se mărginește la est cu platoul Aksai Chin⁠(d), la nord-est cu Podișul Tibet și la nord cu văile râurilor Yarkand⁠(d) și Karakash dincolo de care se înalță Munții Kunlun. În colțul nord-vestic sunt Munții Pamir. Limita sudică a Karakorumului este formată, de la vest la est, de râurile Gilgit⁠(d), Indus și Shyok, care despart lanțul muntos de extremitatea nord-vestică a Munților Himalaya. Aceste ape curg spre nord-vest înainte de a coti brusc spre sud-vest către câmpiile din Pakistan. Aproximativ la minlocul lanțului Karakorum se află Pasul Karakorum⁠(d), care făcea parte dintr-o rută comercială istorică dintre Ladakh și Yarkand⁠(d) care astăzi nu mai este activă.
Rezervația Naturală Națională Tashkurghan⁠(d) și Rezervația Naturală Națională a Zonelor Umede din Pamir au fost propuse pentru a fi incluse în lista UNESCO în 2010 de către Comisia Națională a Republicii Populare Chineze pentru UNESCO și a fost adăugată la lista tentativă.

## Denumire

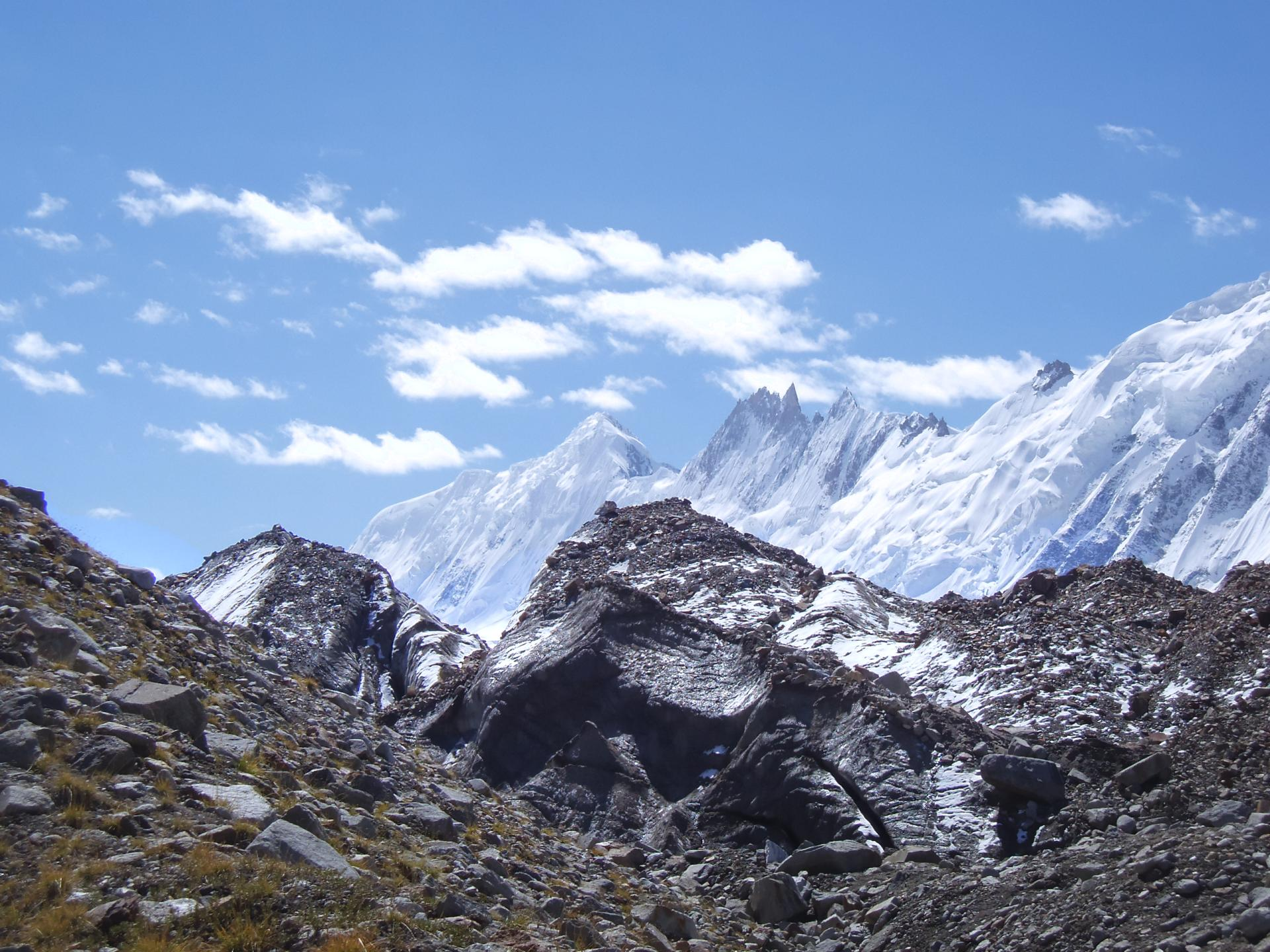
Pietrișul negru din Munții Karakorum, văzuți lângă din Pakistan

Karakorum este un termen din limbile turcice care înseamnă pietriș negru. Negustorii central-asiatici foloseau la început acest nume pentru Pasul Karakorum⁠(d). Primii călători europeni, între care William Moorcroft⁠(d) și George Hayward⁠(d), au început să folosească acest termen și pentru lanțul muntos de la vestul acelei trecători, deși foloseau și numele de Muztagh (adică „Muntele de Gheață”) pentru tot lanțul cunoscut astăzi drept Karakorum. Terminologia ulterioară a fost influențată de Studiul Trigonometric al Indiei, al cărui geodez, Thomas Montgomerie⁠(d), a aplicat în anii 1850 etichetele de la K1 la K6 (K de la Karakorum) celor șase munți înalți pe care îi vedea de la postul său de pe Muntele Haramukh⁠(d) din Valea Kashmir⁠(d), coduri care au fost ulterior extinse până la peste treizeci.
În geografia tradițională indiană, munții erau cunoscuți drept Krishnagiri („munții negri”), Kanhagiri și Kanheri.

## Explorări
Din cauza altitudinii mari și a terenului accidentat, Karakorumul este mult mai puțin locuit decât părțile din Himalaya dinspre est. Exploratorii europeni au vizitat zona abia la începutul secolului al XIX-lea, urmați fiind de geodezii britanici începând cu 1856.
Pasul Muztagh a fost traversat în 1887 de expediția colonelului Francis Younghusband iar văile de deasupra râului Hunza⁠(d) au fost explorate de generalul Sir George K. Cockerill⁠(d) în 1892. Explorările din deceniile anilor 1910 și 1920 au făcut lumină în ce privește cea mai mare parte a geografiei regiunii.
Numele de Karakorum a fost folosit la începutul secolului al XX-lea, de exemplu de Kenneth Mason⁠(d), pentru lanțul numit astăzi Baltoro Muztagh⁠(d). Termenul se folosește astăzi pentru întregul lanț de la Batura Muztagh⁠(d) deasupra văii Hunza la vest până la Saser Muztagh⁠(d) la cotul râului Shyok la est.

Valea Hunza din regiunea administrată de Pakistan

Studii ale florei au fost efectuate în bazinul râului Shyok și de la Panamik la satul Turtuk de către Chandra Prakash Kala⁠(d) în 1999 și 2000.

## Geografie și ghețari
Karakorum este una dintre cele mai active zone din punct de vedere geologic din lume, aflată la limita Plăcii Tectonice Indo-Australiană cu cea Eurasiatică⁠(d). O parte importantă, între 28 și 50 de procente, din Munții Karakorum sunt acoperite de ghețari, cu o arie de peste 15.000 km², față de Himalaya (8–12%) și Alpi (2,2%). Ghețarii montani pot servi drept indicator al schimbărilor climatice, extinzându-se și retrăgându-se cu schimbările pe termen lung ale temperaturii și precipitațiilor. Ghețarii din Karakorum sunt într-o ușoară retragere, în timp ce cei din Himalaya pierd masă cu o viteză mult mai mare. Mulți ghețari din Karakorum sunt acoperiți cu un strat de pietriș care izolează gheața de căldura soarelui.  În lipsa acestei izolații, ritmul de retragere este mai mare.
- Ghețarul Siachen
- Ghețarul Baltoro
- Ghețarul Hispar⁠(d)
- Ghețarul Batura⁠(d)
- Ghețarul Biafo⁠(d)
- Ghețarul Chogo Lungma⁠(d)
- Ghețarul Yinsugaiti⁠(d)

### Glaciațiunile
În ultima eră glaciară, șiruri de ghețari conectați se întindeau din vestul Tibetului până în Nanga Parbat, și din bazinul Tarim până în districtul Gilgit⁠(d). La sud, ghețarul Indus era principalul ghețar al văii, și curgea 120 km de la masivul Nanga Parbat până la o altitudine de 870 m. În nord, ghețarii din Karakorum se uneau cu cei din Munții Kunlun și curgeau până la 2.000 m în bazinul Tarim.
Ghețarii actuali de vale din Karakorum ajung la o lungime maximă de 76 km, dar mai multe din ramurile ghețarilor de vale din timpul glaciațiunilor ajungeau la 700 km. În timpul erei glaciare, linia zăpezii era la circa 1.300 m altitudine mai jos decât astăzi.

## Highest peaks

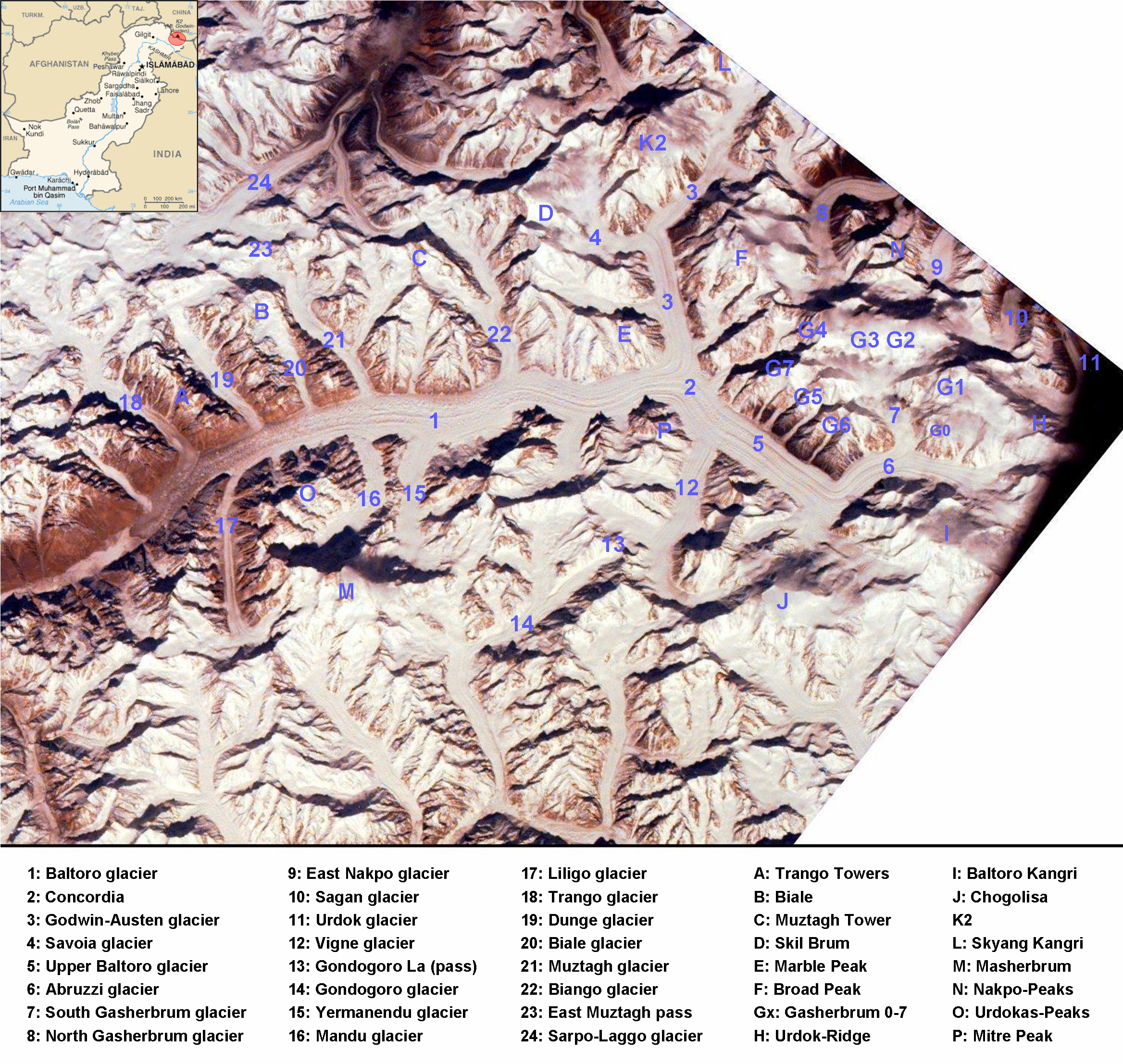
Highest Karakoram peaks in the Baltoro region as seen from International Space Station

Legendă：

1：K2, 
2：Gasherbrum I, K5, 
3：Broad Peak, 
4：Gasherbrum II, K4, 
5：Gasherbrum III, K3a, 
6：Gasherbrum IV, K3, 
7：Distaghil Sar, 
8：Kunyang Chhish, 
9：Masherbrum, K1, 
10：Batura Sar, Batura I, 
11：Rakaposhi, 
12：Batura II, 
13：Kanjut Sar, 
14：Saltoro Kangri, K10, 
15：Batura III, 
16： Saser Kangri I, K22, 
17：Chogolisa, 
18：Shispare, 
19：Trivor Sar, 
20：Skyang Kangri, 
21：Mamostong Kangri, K35, 
22：Saser Kangri II, 
23：Saser Kangri III, 
24：Pumari Chhish, 
25：Passu Sar, 
26：Yukshin Gardan Sar, 
27：Teram Kangri I, 
28：Malubiting, 
29：K12, 
30：Sia Kangri, 
31：Momhil Sar, 
32：Skil Brum, 
33：Haramosh Peak, 
34：Ghent Kangri, 
35：Ultar Sar, 
36：Rimo massif, 
37：Sherpi Kangri, 
38：Yazghil Dome South, 
39：Baltoro Kangri, 
40：Crown Peak, 
41：Baintha Brakk, 
42：Yutmaru Sar, 
43：K6, 
44：Muztagh Tower, 
45：Diran, 
46：Apsarasas Kangri I, 
47：Rimo III, 
48：Gasherbrum V
 Aceasta este o listă a celor mai înalte vârfuri din Karakorum. Unii munți sunt trecuți doar cu codul K, cel mai cunoscut dintre acestea fiind K2.
| Munte                               | Altitudine                       | Locd | Cod K  | Observații                                           |
| ----------------------------------- | -------------------------------- | ---- | ------ | ---------------------------------------------------- |
| K2                                  | 8.611 metri (28.251 ft)          | 2    | K2     | China– Pakistan la capătul ghețarului Godwin-Austen  |
| Gasherbrum I                        | 8.080 metri (26.510 ft)          | 11   | K5     | China– Pakistan                                      |
| Broad Peak                          | 8.051 metri (26.414 ft)          | 12   |        | China– Pakistan                                      |
| Gasherbrum II                       | 8.034 metri (26.358 ft)          | 13   | K4     | China– Pakistan                                      |
| Gasherbrum III⁠(d)                   | 7.952 metri (26.089 ft)          |      | K3a    | Pakistan, nu este pe lista celor mai înalte din lume |
| Gasherbrum IV⁠(d)                    | 7.925 metri (26.001 ft)          | 17   | K3     | Pakistan                                             |
| Distaghil Sar⁠(d)                    | 7.885 metri (25.869 ft)          | 19   |        | Pakistan                                             |
| Kunyang Chhish⁠(d)                   | 7.852 metri (25.761 ft)          | 21   |        | Pakistan                                             |
| Masherbrum I⁠(d)                     | 7.821 metri (25.659 ft)          | 22   | K1     | Pakistan                                             |
| Batura I⁠(d)                         | 7.795 metri (25.574 ft)          | 25   |        | Pakistan                                             |
| Rakaposhi                           | 7.788 metri (25.551 ft)          | 26   |        | Pakistan                                             |
| Batura II⁠(d)                        | 7.762 metri (25.466 ft)          |      |        | Pakistan, nu este pe lista celor mai înalte din lume |
| Kanjut Sar⁠(d)                       | 7.760 metri (25.460 ft)          | 28   |        | Pakistan                                             |
| Saltoro Kangri⁠(d) I                 | 7.742 metri (25.400 ft)          | 31   | K10    | India– Pakistan                                      |
| Batura III⁠(d)                       | 7.729 metri (25.358 ft)          |      |        | Pakistan, nu este pe lista celor mai înalte din lume |
| Saltoro Kangri⁠(d) II                | 7.705 metri (25.279 ft)          |      | K11    | India– Pakistan                                      |
| Saser Kangri⁠(d) I                   | 7.672 metri (25.171 ft)          | 35   | K22    | India                                                |
| Chogolisa⁠(d)                        | 7.665 metri (25.148 ft)          | 36   |        | Pakistan                                             |
| Shispare Sar⁠(d)                     | 7.611 metri (24.970 ft)          | 38   |        | Pakistan                                             |
| Trivor⁠(d) Sar                       | 7.577 metri (24.859 ft)          | 39   |        | Pakistan                                             |
| Skyang Kangri⁠(d)                    | 7.545 metri (24.754 ft)          | 43   |        | China– Pakistan                                      |
| Mamostong Kangri⁠(d)                 | 7.516 metri (24.659 ft)          | 47   | K35    | India                                                |
| Saser Kangri⁠(d) II                  | 7.513 metri (24.649 ft)          | 48   |        | India                                                |
| Saser Kangri⁠(d) III                 | 7.495 metri (24.590 ft)          | 51   |        | India                                                |
| Pumari Chhish⁠(d)                    | 7.492 metri (24.580 ft)          | 53   |        | Pakistan                                             |
| Passu Sar⁠(d)                        | 7.478 metri (24.534 ft)          | 54   |        | Pakistan                                             |
| Yukshin Gardan Sar⁠(d)               | 7.469 metri (24.505 ft)          | 55   |        | Pakistan                                             |
| Teram Kangri⁠(d) I                   | 7.462 metri (24.482 ft)          | 56   |        | China– India                                         |
| Malubiting⁠(d)                       | 7.458 metri (24.469 ft)          | 58   |        | Pakistan                                             |
| K12⁠(d) sau vârful Saitang           | 7.428 metri (24.370 ft)          | 61   | K12⁠(d) | India– Pakistan subsidiar al lui Saltoro Kangri⁠(d)   |
| Sia Kangri⁠(d)                       | 7.422 metri (24.350 ft)          | 63   |        | China– Pakistan                                      |
| Skilma Gangri sau Ghursay Kangri II | 7.422 metri (24.350 ft)          |      | K8     | Pakistan pe flancul vestic al ghețarului Siachen     |
| Momhil Sar⁠(d)                       | 7.414 metri (24.324 ft)          | 64   |        | Pakistan                                             |
| Skil Brum⁠(d)                        | 7.410 metri (24.310 ft)          | 66   |        | China– Pakistan                                      |
| Haramosh Peak⁠(d)                    | 7.409 metri (24.308 ft)          | 67   |        | Pakistan                                             |
| Ghent Kangri⁠(d)                     | 7.401 metri (24.281 ft)          | 69   |        | India– Pakistan                                      |
| Ultar Peak⁠(d)                       | 7.388 metri (24.239 ft)          | 70   |        | Pakistan                                             |
| Rimo I⁠(d)                           | 7.385 metri (24.229 ft)          | 71   |        | India                                                |
| Sherpi Kangri⁠(d)                    | 7.380 metri (24.210 ft)          | 74   |        | Pakistan                                             |
| Bojohagur Duanasir⁠(d)               | 7.329 metri (24.045 ft)          |      |        | Pakistan, nu este pe lista celor mai înalte din lume |
| Yazghil Dome South⁠(d)               | 7.324 metri (24.029 ft)          |      |        | Pakistan, nu este pe lista celor mai înalte din lume |
| Baltoro Kangri⁠(d)                   | 7.312 metri (23.990 ft)          | 81   |        | Pakistan                                             |
| Crown Peak⁠(d)                       | 7.295 metri (23.934 ft)          | 83   |        | China                                                |
| Baintha Brakk⁠(d)                    | 7.285 metri (23.901 ft)          | 86   |        | Pakistan                                             |
| Yutmaru Sar⁠(d)                      | 7.283 metri (23.894 ft)          | 87   |        | Pakistan                                             |
| Baltistan Peak⁠(d)                   | 7.282 metri (23.891 ft)          | 88   | K6     | Pakistan                                             |
| Muztagh Tower⁠(d)                    | 7.273 metri (23.862 ft)          | 90   |        | China– Pakistan                                      |
| Diran⁠(d)                            | 7.266 metri (23.839 ft)          | 92   |        | Pakistan                                             |
| Apsarasas Kangri⁠(d) I               | 7.243 metri (23.763 ft)          | 95   |        | China– India                                         |
| Rimo I⁠(d)II                         | 7.233 metri (23.730 ft)          | 97   |        | India                                                |
| Gasherbrum V⁠(d)                     | 7.147 metri (23.448 ft)          |      |        |                                                      |
| Link Sar⁠(d)                         | 7.041 metri (23.100 ft)          |      |        | Pakistan                                             |
| Gamba Gangri                        | 7.000 metri (23.000 ft) (approx) |      | K9     | Pakistan lângă Trango Towers⁠(d)                      |
| Gomgma Gangri                       | 6.934 metri (22.749 ft)          |      | K7     | Pakistan la capătul văii Charakusa                   |
| Dansam Peak                         | 6.666 metri (21.870 ft)          |      | K13    | Pakistan sud vest de Saltoro Kangri⁠(d)               |
| Pastan Kangri                       | 6.523 metri (21.401 ft)          |      | K25    | India sud de Saltoro Kangri⁠(d)                       |

Majoritatea celor mai înalte vârfuri sunt în regiunea Gilgit–Baltistan administrată de Pakistan. Baltistanul are peste 100 de vârfuri montane de peste 6.100 m peste nivelul mării.

## Subranges

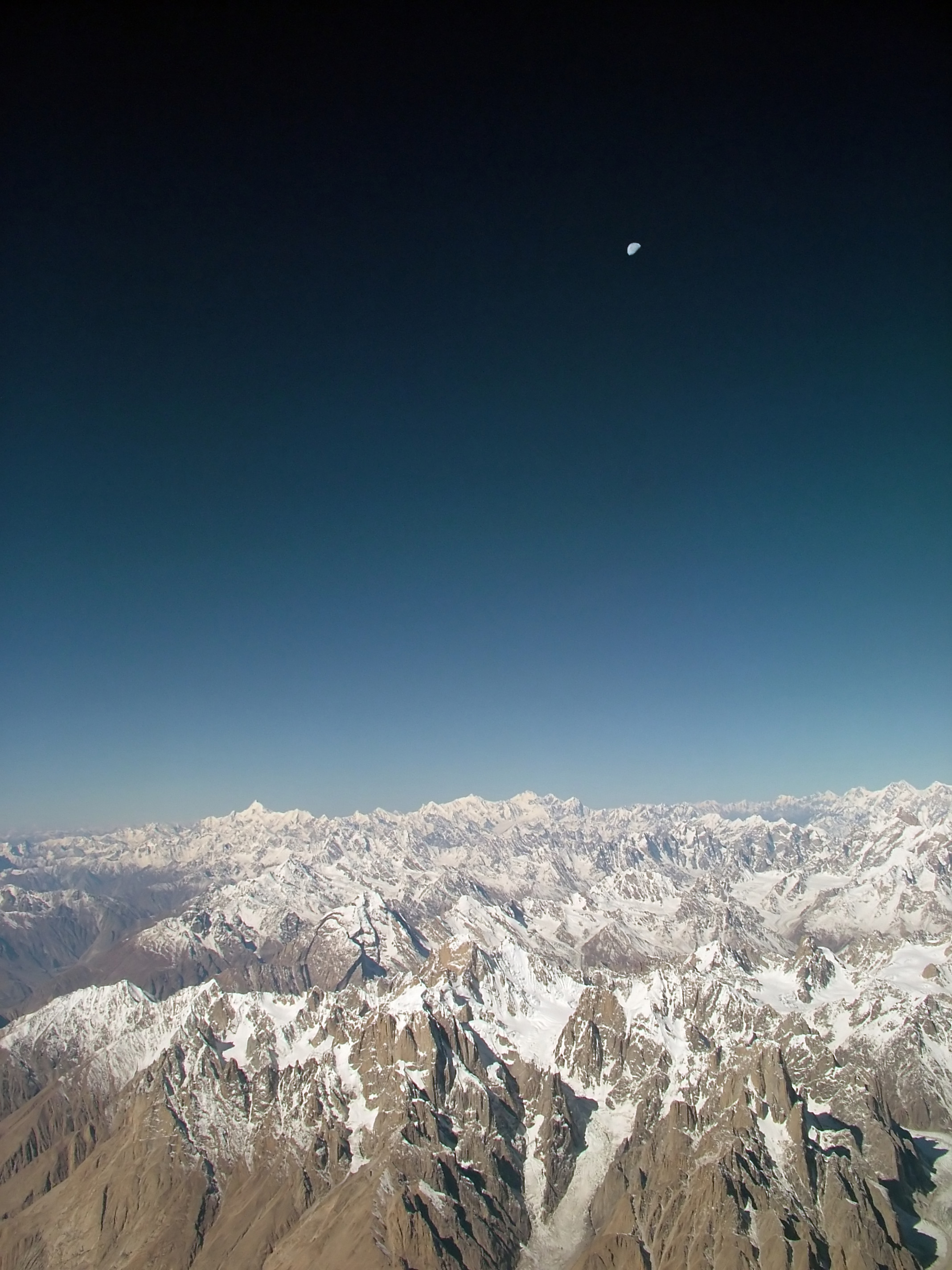
Luna văzută peste Munții Karakoram în Pakistan

Denumirea și divizarea diferitelor grupe de munți din Karakorum nu este universal convenită. Mai jos este însă o listă a celor mai importante sublanțuri, după împărțirea lui Jerzy Wala. Lanțurile sunt enumerate de la vest la est.
- Batura Muztagh⁠(d)
- Munții Rakaposhi-Haramosh⁠(d)
- Munții Spantik-Sosbun⁠(d)
- Hispar Muztagh⁠(d)
- Munții Ghujerab de Sud⁠(d)
- Panmah Muztagh⁠(d)
- Munții Wesm⁠(d)
- Munții Masherbrum⁠(d)
- Baltoro Muztagh⁠(d)
- Munții Saltoro⁠(d)
- Siachen Muztagh⁠(d)
- Rimo Muztagh⁠(d)
- Saser Muztagh⁠(d)